# ヘルマン・ロッツェ

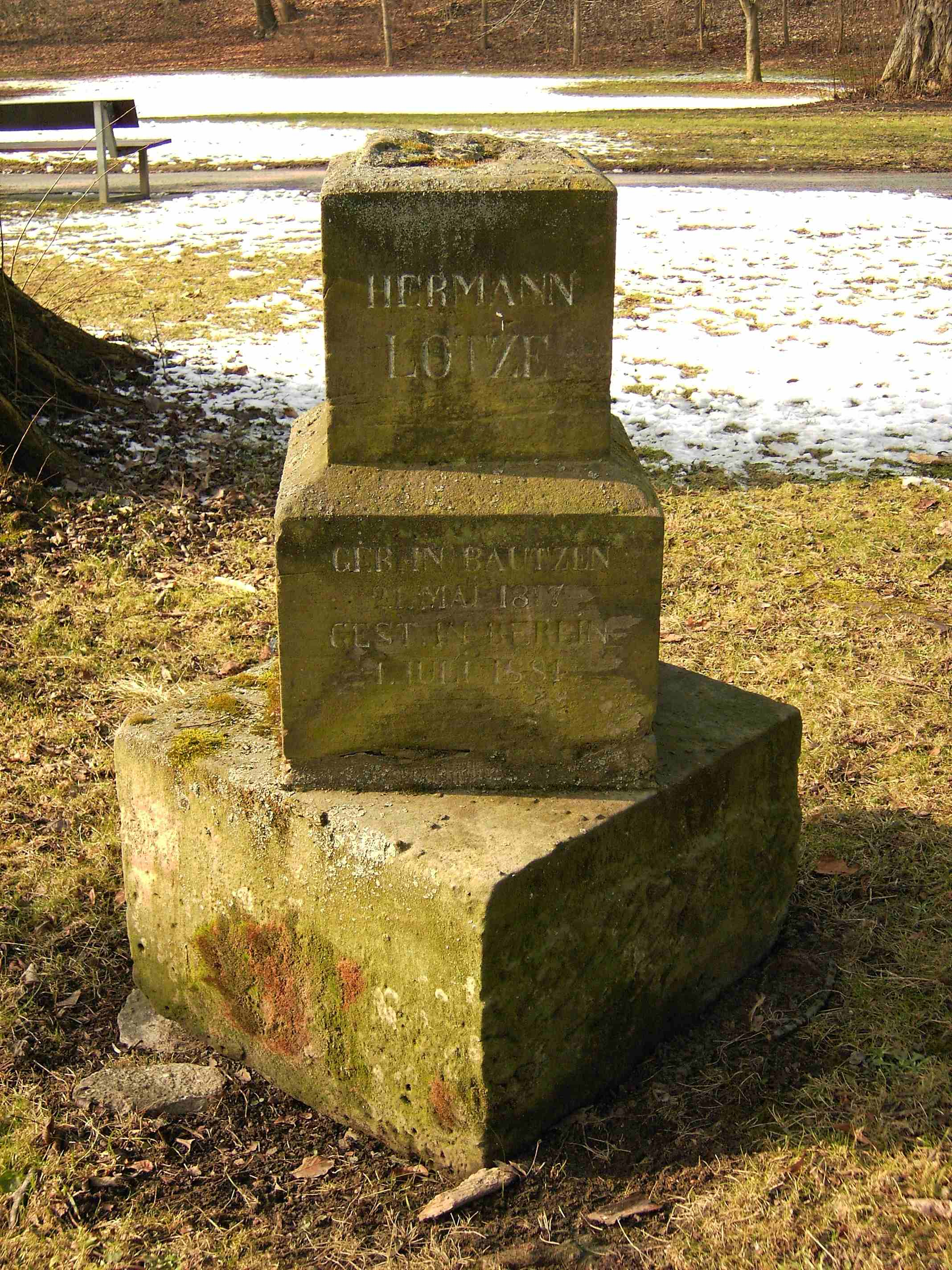
ヘルマン・ロッツェの墓石

ヘルマン・ロッツェ(Hermann Lotze 1817年5月21日 – 1881年7月1日)は、ドイツの哲学者。

## 生涯
ドイツのザクセン王国のバウツェンで生まれた。父が軍医だったため将来は医師に成るべく勉学に励んだ。ツィッタウにあるギムナジウムに通い、在学中にギリシア古典に魅了された。ギムナジウム卒業後、ライプツィヒ大学に入学して医学、数学、物理学、哲学、美学を学んだ。グスタフ・フェヒナーやエルンスト・ヴェーバーに師事して生理学、精神物理学を研究した。さらにクリスティアン・ヴァイセから美学を学ぶ。フィヒテ、ヘーゲル、シェリング、ヤーコプ・フリードリヒ・フリースといったようなドイツ観念論哲学に影響を受けた。ライプツィヒ大学から1838年に医学の博士号、1840年に哲学の博士号を取得した。
1838年にライプツィヒ大学講師に就き、1841年に形而上学についての著作『Metaphysik』を刊行した。それから1842年に准教授へとなった。1843年に著作『Logik』を刊行して、1844年にゲッティンゲン大学に移って哲学者ヨハン・フリードリヒ・ヘルバルトのあとを次いで空席になっていた哲学講座を受け持って教授に着任した。
1856年から1864年にかけて病理学や心理学の著作『Mikrokosmus』の三巻を刊行した。1864年に王立プロイセン科学アカデミーの会員に選出された。1880年にベルリン大学の教職に就くが、翌年にベルリンで死去した。大学の教え子にはカール・シュトゥンプやジェームズ・ウォード、ルドルフ・クリストフ・オイケン、ジェームズ・キャッテル、ゲオルク・エリアス・ミュラー、ヴィルヘルム・ヴィンデルバントがいた。

## 思想
ロッツェはドイツ観念論および新カント派のひとりと目されている。ときにヨハン・フリードリヒ・ヘルバルトの哲学に近いと評されるが、それはともにライプニッツのモナドロジーを源泉としているからである。ロッツェは、自然科学と観念論を合目させた。機械論的自然観に従いつつも、形而上に着目し、形而上がそのおのれ自体というよりはむしろ倫理から始まっているといい、これを目的論的観念論と定義した。またロッツェは、いかなる機械論的存在は神の恩恵によってもたらされたものとした。それからロッツェは哲学論に価値という概念を導入した。それはかならず事物というものは「妥当」にいたると考えた。またロッツェは精神現象を研究して分析するため生理学を用いた。

## 著作物
- De futurae biologiae principiis philosophicis (1838)
- De summis continuorum (1840).
- Gedichte (1840).
- Metaphysik (1841)
- Allgemeine Pathologie und Therapie als mechanische Naturwissenschaften (1842)
- Logik (1843)
- Ueber den Begriff der Schönheit (1845)
- Allgemeine Physiologie des körperlichen Lebens (1851)
- Medicinische Psychologie oder Physiologie der Seele (1852)
- Mikrokosmus: Ideen zur Naturgeschichte und Geschichte der Menschheit (1856–64)
- Streitschriften (1857)
- Geschichte der Aesthetik in Deutschland (1868)
- System der Philosophie　(1874ー1879)
- Geschichte der deutschen Philosophie seit Kant (1882)
- Grundzüge der Psychologie (1881)
- Grundzüge der Naturphilosophie (1882)
- Grundzüge der praktischen Philosophie (1882)
- Grundzüge der Religionsphilosophie (1883)
- Grundzüge der Logik und Encyclopädie der Philosophie (1883)
- Grundzüge der Metaphysik (1883)
- Grundzüge der Aesthetik (1884).
- Kleine Schriften (1885–91)